# Smolniki (województwo podlaskie)
Smolniki – wieś w Polsce o charakterze turystyczno-wypoczynkowym położona w województwie podlaskim, w powiecie suwalskim, w gminie Rutka-Tartak. Leży przy północnej granicy Suwalskiego Parku Krajobrazowego. 
Do 31 grudnia 2009 wieś należała do gminy Wiżajny.

## Historia
Do połowy XVI wieku tereny Smolnik i okolic porośnięte były przez Puszczę Merecką. Stałe osadnictwo zapoczątkowali za czasów królowej Bony smolarze wyrabiający w tej części puszczy drewna smołę. Od nich też wzięła się nazwa wsi. Wieś została założona została w II połowie XVII wieku – pierwsza wzmianka pojawiła się w dokumencie z 1642 roku.
We wsi znajduje się murowany kościół powstały w latach 70. na miejscu drewnianego kościoła z 1842 r., który spłonął w roku 1973. Kościół jest siedzibą parafii rzymskokatolickiej pod wezwaniem św. Anny, należącej do dekanatu Suwałki-Miłosierdzia Bożego, diecezji ełckiej. Naprzeciwko kościoła znajduje się cmentarz z zabytkową kaplicą drewnianą z przełomu XVIII i XIX wieku.
W latach 1975–1998 miejscowość położona była w województwie suwalskim.
W Smolnikach znajduje się węzeł szlaków turystycznych: pieszych i rowerowych.

## Zabytki
Do rejestru zabytków Narodowego Instytutu Dziedzictwa wpisane są następujące obiekty:
- cmentarz rzymskokatolicki (nr rej.: 720 z 30.08.1989)

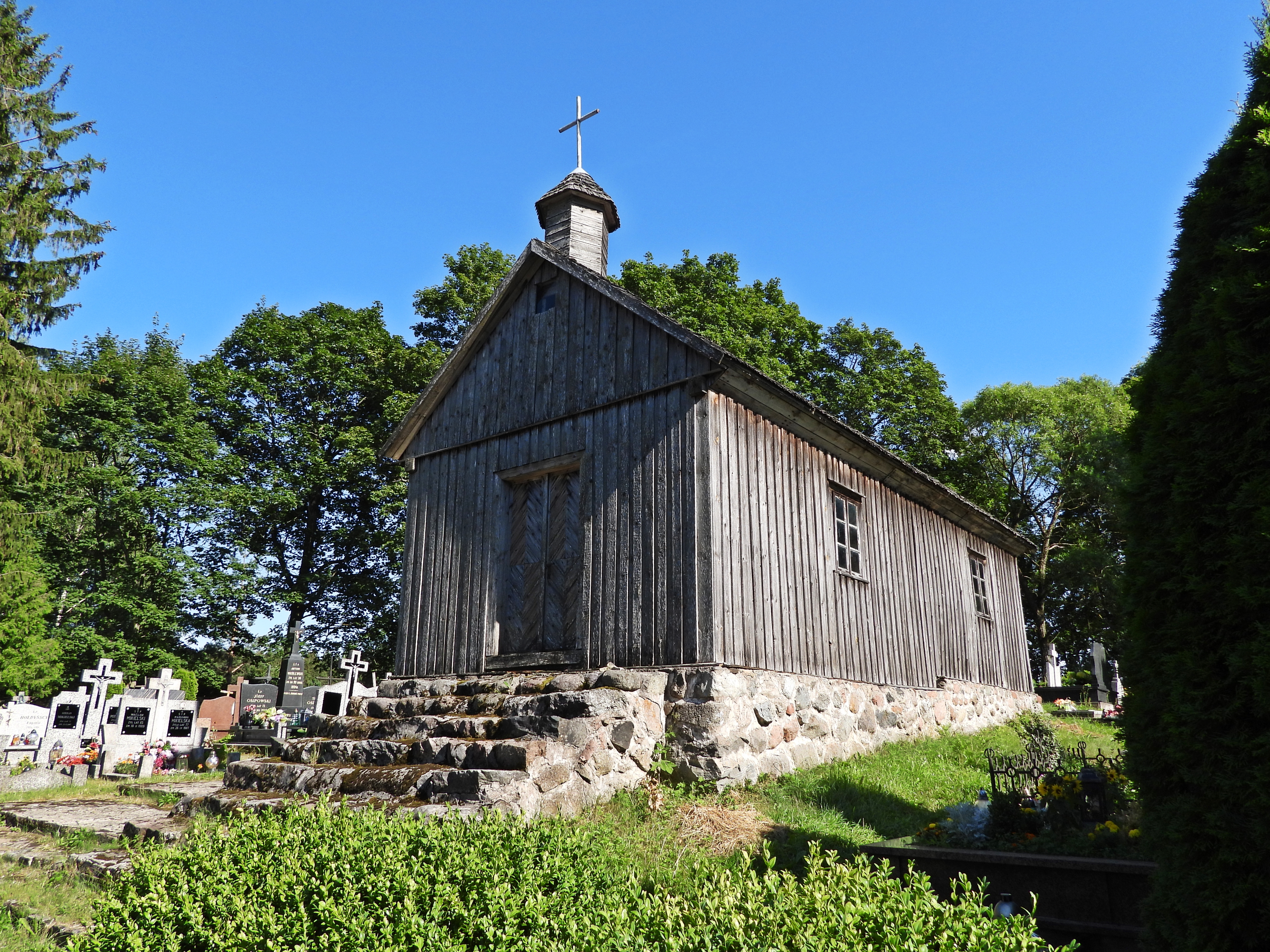
Zabytkowa kaplica.

- Zabytkowa kaplica.kaplica drewniana, XVIII/XIX wiek (nr rej.: 462 z 22.03.1986)

## Atrakcje turystyczne

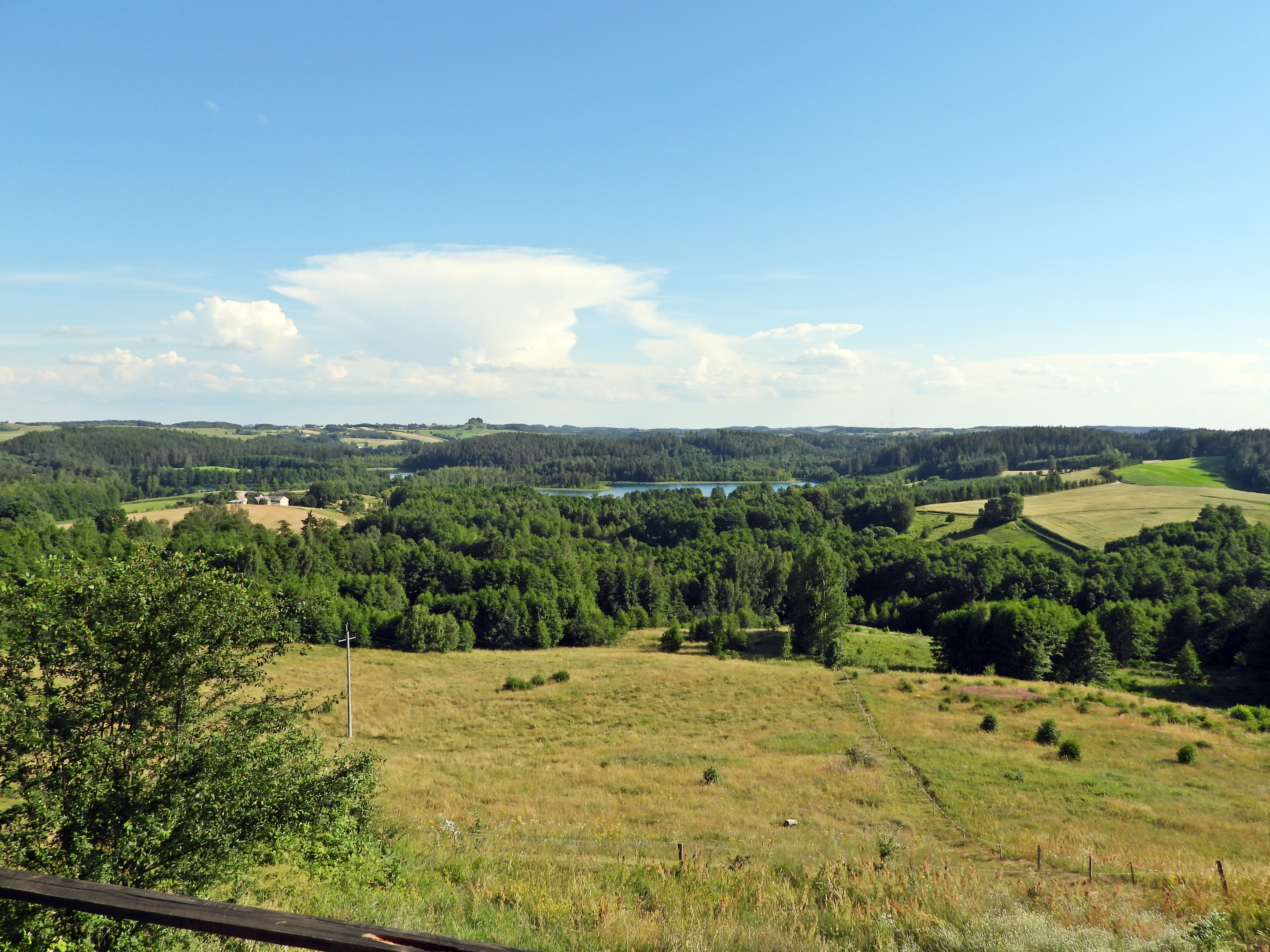
Punkt widokowy „U Pana Tadeusza"

- Punkt widokowy „U Pana Tadeusza"punkt widokowy „U Pana Tadeusza” o wysokości ok. 225 metrów znajdujący się na skraju wsi. Z miejsca tego widać północno-wschodnią część Suwalskiego Parku Krajobrazowego (patrząc na południe), jeziora Kojle i Perty oraz Purwin. W oddali zobaczyć można góry: Jesionową, Cisową i Krzemieniuchę[8]. Unikatowy krajobraz został wykorzystany przy realizacji filmów: „Dolina Issy” Tadeusza Konwickiego i „Pan Tadeusz” Andrzeja Wajdy.
- izba regionalna w budynku biblioteki i czytelni – daje możliwość zapoznania się kulturą materialną regionu,
- ścieżka poznawcza wokół jeziora Jaczno.